# Tamaryšek čtyřmužný

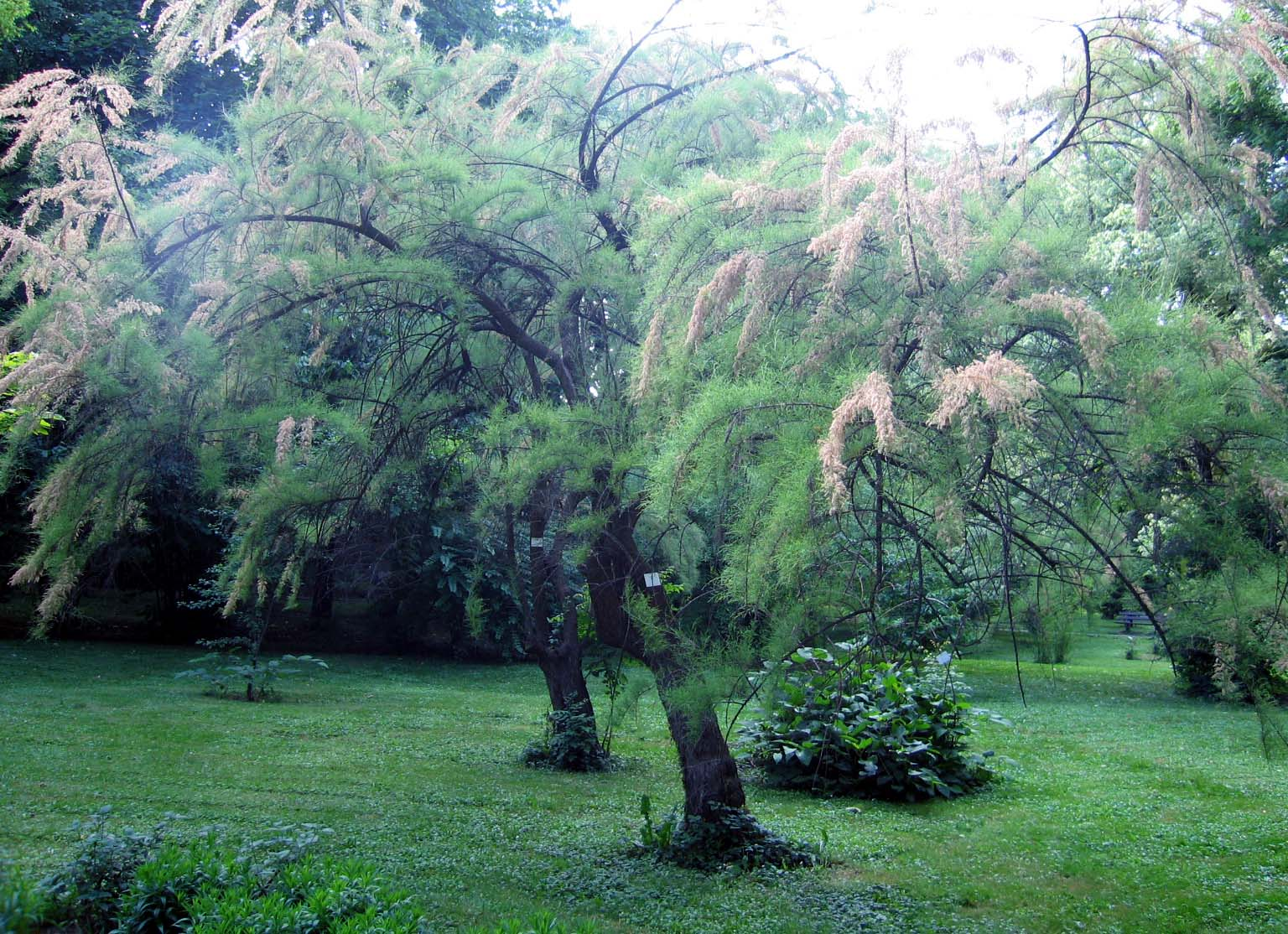
Habitus

Tamaryšek čtyřmužný (Tamarix tetrandra) je druh rostlin, opadavých listnatých dřevin, patřící do čeledě tamaryškovité (Tamaricaceae). Druhové jméno tetrandra znamená čtyřtyčinkový, tedy se čtyřmi tyčinkami.

## Rozšíření
Druh je původní v jihovýchodní Evropě, Turecku, Bulharsku a na Krymu. Tato rostlina se často vyskytuje v mírných pobřežních oblastech. Bývá pěstován i ve vnitrozemí na slunných místech.

## Popis
Jsou to keře nebo nízké stromy dorůstající až do výšky 3 m se vzdušným nepravidelným později převisajícím habitem, jemnou řídkou texturou. Listy jsou světle modravě zelené, drobné, šupinovité. Kvete před olistěním malými čtyřčetnými růžovými květy v 3–6 cm dlouhých hroznech, které vyrůstají po celé délce loňských výhonů. Hrozny bílých až světle růžových květů se u tamaryšku čtyřmužného objevují již ve druhé polovině května. Borka dvouletých větví je černá. Plod je 3 –5 mm dlouhá, úzce kuželovitá, zelenobílá, trojpouzdrá tobolka, s mnoha semeny.
Je často zaměňován za T. parviflora. 